# استرومبرگ (مجموعه تلویزیونی)
استرومبرگ (تلفظ آلمانی: [ˈʃtʁɔmbɛʁk]) یک مجموعه تلویزیونی کمدی مستندنمای آلمانی است. از جمله بازیگران این مجموعه می‌توان از کریستوف ماریا هربست نام برد که به عنوان شخصیت اصلی مجموعه بازی می‌کند. این مجموعه به یکی از محبوب‌ترین مجموعه‌های کمدی در کشورهای آلمانی‌زبان تبدیل شد و با جوایز زیادی مورد افتخار قرار گرفت.